# 劉繼吳
刘继吴（？—？），字徵夢，南直隶凤阳府寿州卫中所官籍。

## 生平
萬曆四十七年（1619年）己未科进士，历任江西安福、德兴知县，擢礼部祠祭司主事，升主客司员外郎，任至礼部儀制司郎中，考满，为天下清廉第一，归里日惟图书数卷，祀乡贤。
妻方氏，子提督复生妻梁氏，壮生妻范氏。壮生早逝，复生于崇祯十七年甲申死难江中，母方氏偕梁氏、范氏同赴水死。